# 林忠起
林 忠起（はやし ただおき、天明5年3月11日（1785年4月19日）　-　文化2年8月16日（1805年9月8日））は、江戸時代後期の武士。林忠英の嫡男。

## 略歴
3000石を領した旗本・御側御用取次であった林忠英の長男として生まれる。母は神保茂清の娘。家督相続前に早世した。代わって、弟の忠旭が嫡子となった。